# Sher Shah Suri
Sher Shah Suri (persisch فريد خان شير شاہ سوري, DMG Farīd Ḫān Šer Šāh Sūrī; geboren um 1486; gestorben 22. Mai 1545) war ein Herrscher paschtunischer Herkunft im Norden Indiens, dessen Regierung die Mogulzeit unterbrach. Seine kurzlebige Dynastie wird nach ihrem Ursprungsort Sur im heutigen Bundesstaat Bihar Suriden genannt. Die Herrschaft dieser Dynastie wird auch als „afghanisches Interregnum“ bezeichnet.

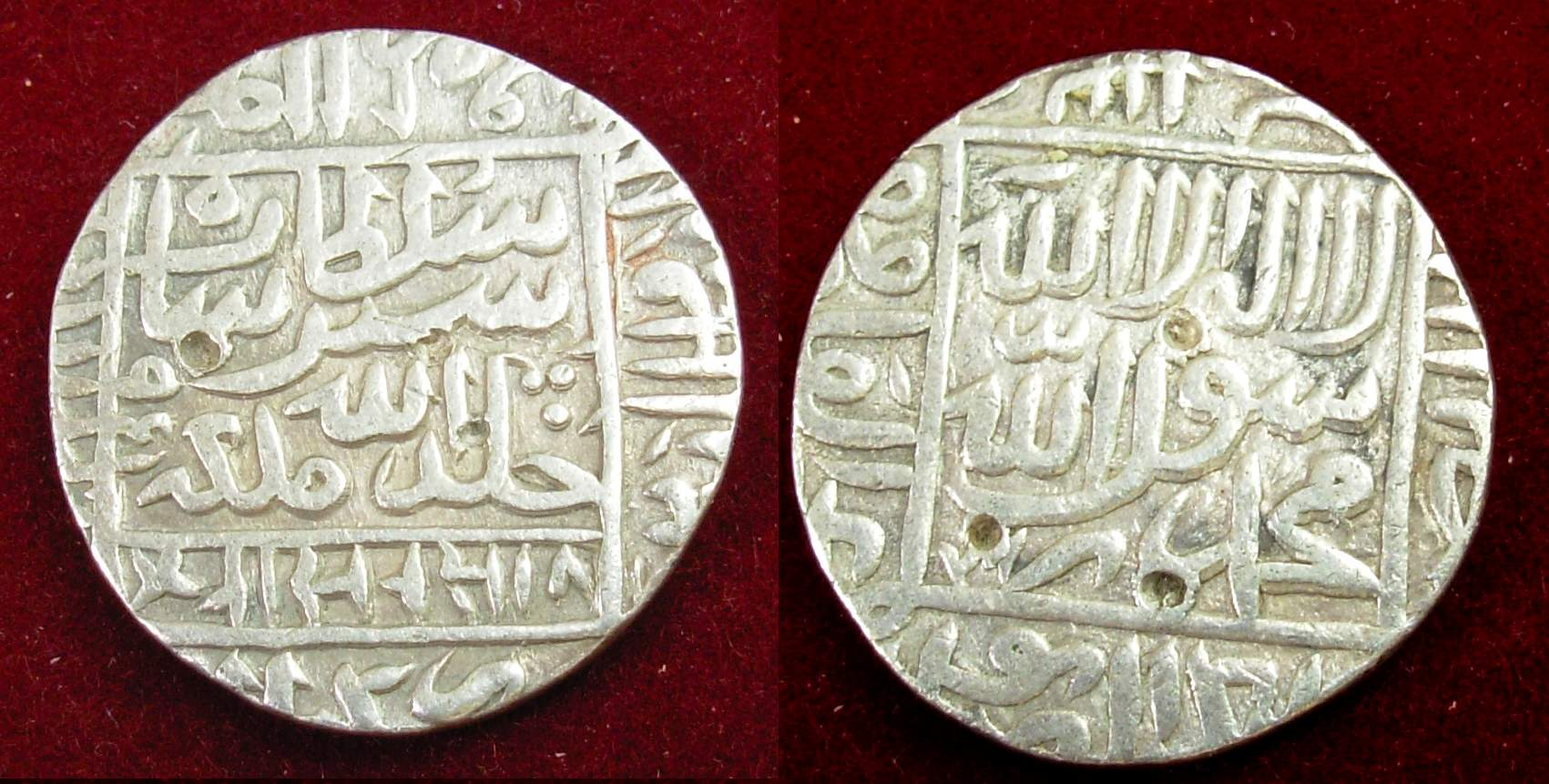
Silber-Rupie aus der Regierungszeit Sher Shah Suris

## Geschichte
Im Jahr 1531 fiel Sher Shah von Baburs Nachfolger Humayun ab. Er führte in den Jahren 1534 und 1537 zwei Feldzüge nach Bengalen durch, die Humayun auf den Plan riefen, welcher aber so langsam und unentschlossen agierte, dass es in der Hauptstadt Delhi zum Aufruhr kam und er umkehren musste.
Im Jahr 1538 bestieg Sher Shah den Thron in Delhi. In zwei Schlachten besiegte Sher Shah 1539 (Schlacht von Chausa) und 1540 (Schlacht von Kannauj) den opiumsüchtigen Großmogul Humayun, der schließlich bei den Safawiden in Persien Asyl fand. Im Jahr 1543 eroberte er das rajputische Marwar-Reich, musste es jedoch ein Jahr später wieder an den vertriebenen Raja Maldeo Rathore abtreten. Außerdem kontrollierte er Gwalior und Malwa.
Er plante die Zerstörung von Lahore, da es auf dem Weg aller Eroberer aus dem Norden lag und die Beute aus der Plünderung von Lahore dabei helfen konnte, Delhi zu belagern. Dazu kam es aber nicht. Akbar verstärkte später aus demselben Grund die Stadtbefestigungen.
Sher Shah starb bei der Explosion eines Pulvermagazins während der Belagerung der Rajputenfestung Kalinjar, die von den Chandella-Fürsten gehaltenen wurde.

## Verwaltung
Sher Shah gilt als begnadeter Organisator; er baute eine zentralisierte Verwaltung und Polizei auf, reformierte das Münz- und Steuerwesen, verbesserte die Rechtsprechung, gründete Fluchtburgen, Krankenhäuser und Freiküchen für Arme, legte die erste große Fernstraße (heute Teil der Grand Trunk Road) mit Bäumen, Rasthäusern und Brunnen durch Nordindien an und organisierte einen Postdienst. Viele seiner Neuerungen wurden später von den Moguln übernommen, Humayun konnte bei seiner Rückkehr an die Macht auf seinen Maßnahmen gründen und Akbar baute sie weiter aus.

## Nachleben
Zu Ehren von Sher Shah wurde das von Babur begonnene und von Humayun fertiggestellte oktogonale und zweigeschossige Sher Mandal im Alten Fort von Delhi umbenannt.

## Bauten

### Purana Qila
Sher Shah gründete die Festung Purana Qila, die den Kern eines neuen Stadtteils von Delhi bilden sollte und ließ dort die Qila-i-Kuhna-Moschee erbauen.

### Mausoleum

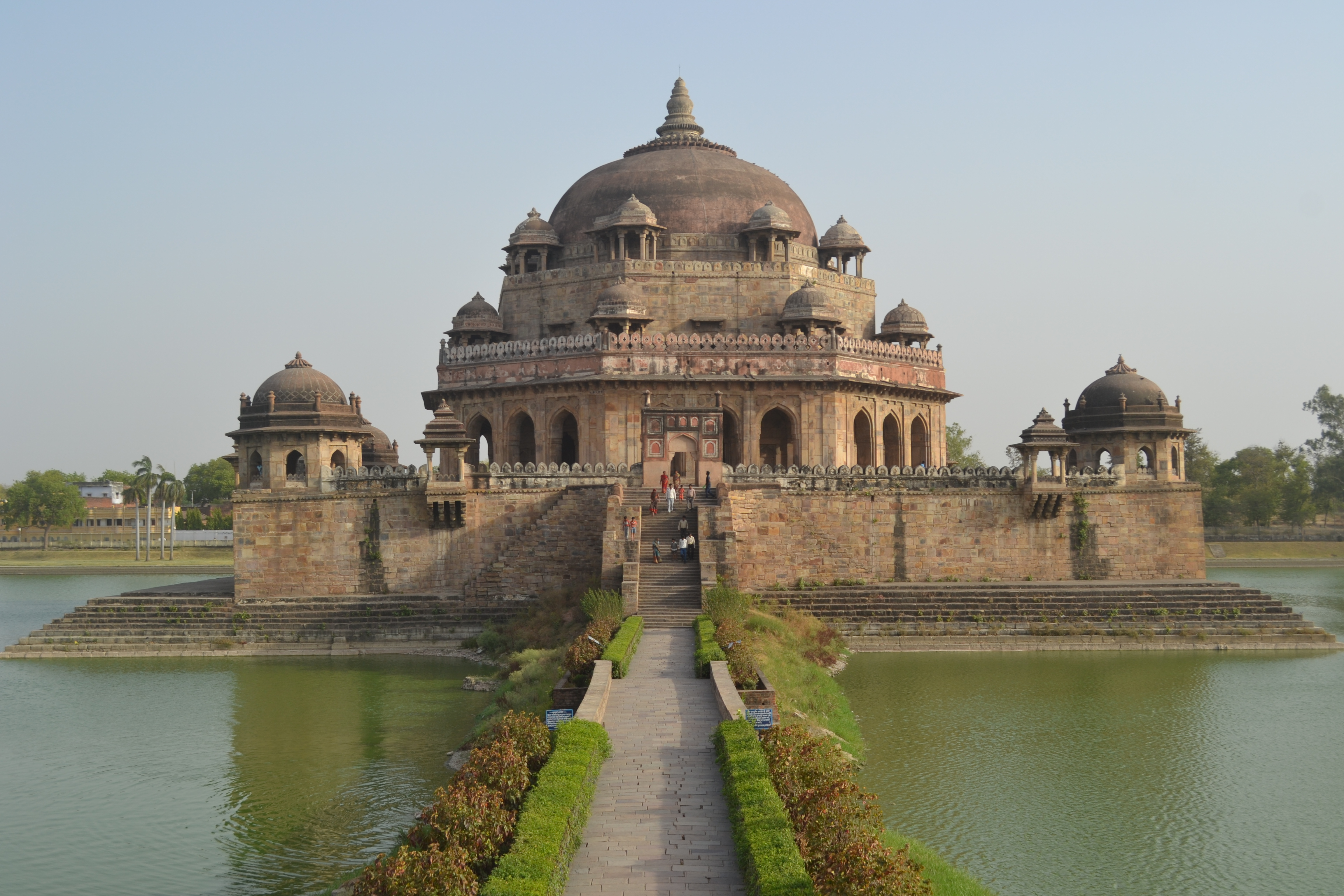
Sher-Shah-Suri-Mausoleum

Die Familie hatte bereits in Sasaram in Bihar prunkvolle Grabbauten errichtet, die in der Tradition des Delhi-Sultanats standen
Um das Jahr 1540 begann Sher Khan Suri mit dem Bau seines Grabmals bei Sasaram im Südwesten des heutigen Bundesstaats Bihar, das einer Inschrift zufolge am 16. August 1545, also drei Monate nach seinem Tod, fertiggestellt wurde. Es befindet sich auf einer aufgeschütteten Plattform inmitten eines quadratischen künstlichen Sees und ist nur über einen Dammweg mit einer Brücke erreichbar. Auf dem quadratischen Grundriss des wehrhaft anmutenden Unterbaus steht ein oktogonaler Bau mit jeweils drei Arkadenbögen an jeder Seite, die einen inneren Umgang um den Kernbau einschließen; eine zinnenbekrönte Brüstungsmauer, hinter der sich acht Chhatri-Pavillons verbergen, bildet den oberen Abschluss. Ein zweites Oktogon – ebenfalls mit acht Chhatris – gehört zum zentralen Baukörper; es bildet den Unterbau für die zentrale Kuppel, die mit einer umgedrehten Lotosblüte und einem etwas verfremdeten, aber grundsätzlich hinduistisch beeinflussten Amalaka-Kalasha-Motiv abschließt.
Das Mausoleum Sher Shah Suris steht zeitlich und stilistisch zwischen dem ebenfalls oktogonalen Grabbau Mohammed Shahs IV. (um 1445) in den Lodi-Gärten und dem Humayun-Mausoleum (um 1570); beide Bauten befinden sich in Delhi.

## Weitere Suriden
Sein Sohn und Nachfolger Islam Shah Suri (Jalal Khan) starb nach achtjähriger Regierungszeit im Oktober 1553. Dessen zwölfjähriger Sohn Firuz Shah Suri wurde von Mubariz Khan, Islam Shahs Cousin, ermordet, der dann als Muhammad Adil Shah selbst den Thron bestieg. Er überließ jedoch dem Hindu Hemu die Regierungsgeschäfte und die Führung der Armee, während er sich diversen Vergnügungen hingab. Die unrechtmäßige Thronbesteigung von Muhammad Adil Shah führte zu Unruhen, außerdem verstärkten lange Dürreperioden, die zu einer Hungersnot führten, die allgemeine Unzufriedenheit. Andere Suri-Prinzen begannen, nach der Herrschaft zu streben. Großmogul Humayun nutzte die desolate Situation und setzte sich gegen Sikandar Shah Suri durch. Mitte 1555 konnte Humayun Delhi wieder einnehmen. Er starb aber bereits im Januar 1556. beim Sturz von einer Bibliotheksleiter. Muhammad Adil Shah Suri wurde im April 1557 in Bengalen getötet.